# Cataldo Montesanto
Cataldo Montesanto (Cariati, provincia de Cosenza, Italia, 11 de febrero de 1977) es un exfutbolista italiano. Se desempeñaba como centrocampista.

## Trayectoria
Ganó un Torneo Primavera con el equipo juvenil del Perugia en 1996. Jugó en varios equipos, entre los que se destaca el Napoli. Tras la quiebra del equipo azzurro, en 2004, fue junto a Francesco Montervino el único jugador de la vieja entidad napolitana en quedarse en el nuevo club del presidente Aurelio De Laurentiis.

## Clubes
| Club            | País   | Año         |
| --------------- | ------ | ----------- |
| Avezzano        | Italia | 1997 - 1998 |
| Gualdo          | Italia | 1998 - 1999 |
| Perugia         | Italia | 1999 - 2000 |
| Viterbese       | Italia | 1999 - 2000 |
| Ascoli          | Italia | 2000 - 2003 |
| Napoli          | Italia | 2003 - 2007 |
| Monza           | Italia | 2007 - 2008 |
| Potenza         | Italia | 2008        |
| Libertas Stabia | Italia | 2009 - 2010 |
| Ercolano        | Italia | 2010 - 2011 |
| Libertas Stabia | Italia | 2011 - 2012 |
| Ercolano        | Italia | 2012 - 2013 |
| Rossanese       | Italia | 2013 - 2014 |
| Torretta        | Italia | 2013        |

## Palmarés

### Campeonatos juveniles
| Título           | Club    | País   | Año         |
| ---------------- | ------- | ------ | ----------- |
| Torneo Primavera | Perugia | Italia | 1995 - 1996 |